# Nancy Pelosi
Nancy Patricia Pelosi (/pəˈloʊsi/; nhũ danh: D'Alesandro; sinh ngày 26 tháng 3 năm 1940) là chính trị gia người Mỹ thuộc đảng Dân chủ và là chủ tịch thứ 52 của Hạ viện Hoa Kỳ, chức vụ bà đã nắm giữ trong hai nhiệm kỳ không liên tục từ 2007 đến 2011 và từ 2019 đến 2023. Bà là phụ nữ đầu tiên, người California đầu tiên, và người Mỹ gốc Ý đầu tiên trong lịch sử Hoa Kỳ được bầu vào chức vụ này. Bà Pelosi là người phụ nữ nắm giữ chức vụ cao nhất trong lịch sử Hoa Kỳ cho tới khi bà Kamala Harris đắc cử Phó tổng thống Hoa Kỳ, đứng thứ hai trong thứ tự kế vị tổng thống, chỉ sau Phó tổng thống Mike Pence. Trước khi trở thành chủ tịch, bà đã là Lãnh tụ phe thiểu số của các Hạ viện khóa 2003-2007 và 2011-2019, và đã làm dân biểu đại diện cho các quận hạt Quốc hội thứ 5, 8, và 12 của tiểu bang California liên tục từ năm 1987 đến nay.
Đảng Dân chủ của bà Pelosi giành lại quyền kiểm soát Hạ viện từ tay đảng Cộng hòa trong cuộc bầu cử giữa kỳ năm 2018. Bà lần thứ hai được bầu làm chủ tịch Hạ viện khi Quốc hội khóa 116 nhóm họp vào ngày 3 tháng 1 năm 2019, trở thành người thứ hai trong lịch sử Hoa Kỳ nắm giữ chức vụ này trong hai nhiệm kỳ không liên tục, sau Sam Rayburn.